# یونگ هوا
یونگ هوا (انگلیسی: An Jung-hwa؛ زادهٔ ۲۰ فوریهٔ ۱۹۸۱) بازیکن هندبال اهل کره جنوبی است.